# Rhachitopoides helenae
Rhachitopoides helenae är en insektsart som beskrevs av Naskrecki 1995. Rhachitopoides helenae ingår i släktet Rhachitopoides och familjen gräshoppor. Inga underarter finns listade i Catalogue of Life.